# Andrzej Szmyt (prawnik)
Andrzej Szmyt (ur. 27 lutego 1950 w Elblągu) – polski prawnik, konstytucjonalista, nauczyciel akademicki, profesor nauk prawnych, w latach 1996–2002 dziekan Wydziału Prawa i Administracji Uniwersytetu Gdańskiego.

## Życiorys
Studia prawnicze ukończył w 1972 na Uniwersytecie Mikołaja Kopernika w Toruniu. W latach 1972–1974 odbył aplikację i asesurę prokuratorską. Ukończył również Podyplomowe Studium Zagadnień Legislacyjnych na Uniwersytecie Warszawskim (1976–1978). Pracę doktorską pt. Powstawanie ustawy w PRL. Studium jednego przypadku, której promotorem był Andrzej Gwiżdż, obronił w 1983. Stopień naukowy doktora habilitowanego nauk prawnych uzyskał w 1993 na podstawie dorobku naukowego oraz rozprawy pt. Stanowienie ustaw w RFN. Rozwiązania proceduralno-organizacyjne w prawie konstytucyjnym. W 1994 został ekspertem ds. legislacji w Biurze Studiów i Ekspertyz (Biurze Analiz Sejmowych) Kancelarii Sejmu.
19 lutego 2014 uzyskał tytuł naukowy profesora nauk prawnych. Zawodowo związany z Uniwersytetem Gdańskim, na którym doszedł do stanowiska profesora zwyczajnego. W latach 1993–1996 był prodziekanem, a później do 2002 dziekanem Wydziału Prawa i Administracji UG. Został również kierownikiem Katedry Prawa Konstytucyjnego i Instytucji Politycznych na tym wydziale. Zajmował stanowiska profesora w Gdańskiej Szkole Wyższej i BWSH w Koszalinie.
Pod jego kierunkiem stopień naukowy doktora uzyskali Piotr Uziębło (2005) i Marcin Michał Wiszowaty (2006).
Do 2016 był sekretarzem naukowym komitetu redakcyjnego dwumiesięcznika „Przegląd Sejmowy” wydawanego przez Kancelarię Sejmu. W 2002 objął funkcję redaktora naczelnego kolegium redakcyjnego „Gdańskich Studiów Prawniczych”. W latach 2002–2006 był prezesem Polskiego Towarzystwa Prawa Konstytucyjnego. Był także członkiem Komitetu Nauk Prawnych PAN.

## Wybrane publikacje
- Stanowienie ustaw w RFN. Rozwiązania proceduralno-organizacyjne w prawie konstytucyjnym, Gdańsk 1993.
- Sześć lat Konstytucji Rzeczypospolitej Polskiej – doświadczenia i inspiracje (współredaktor z Leszkiem Garlickim), Warszawa 2003.
- Konstytucyjny system źródeł prawa w praktyce (red.), Warszawa 2005.
- Mała Konstytucja w świetle orzecznictwa Trybunału Konstytucyjnego, Koszalin 2005.
- Elementy praktyki sejmowej pod rządami Konstytucji RP (1997–2007), Gdańsk 2008.
- Nauka prawa konstytucyjnego w Polsce. W pięćdziesięciolecie Ogólnopolskich Zjazdów Katedr i Zakładów Prawa Konstytucyjnego (współredaktor z Marianem Grzybowskim), Gdańsk 2008.
- Leksykon prawa konstytucyjnego. 100 podstawowych pojęć (red.), Warszawa 2010.
- Konstytucjonaliści polscy 1918–2011. Sylwetki uczonych (współredaktor z Pawłem Sarneckim i Ryszardem Mojakiem), Warszawa 2012.

## Odznaczenia i wyróżnienia
- Złoty Krzyż Zasługi (1999)[1][9]
- Medal Komisji Edukacji Narodowej[1]
- Złoty Medal Uniwersytetu Gdańskiego „Bene merito et merenti” (2020)[10]
- Odznaka Honorowa za Naukę i Sztukę II klasy (Austria)[11]